# Doris Hoch

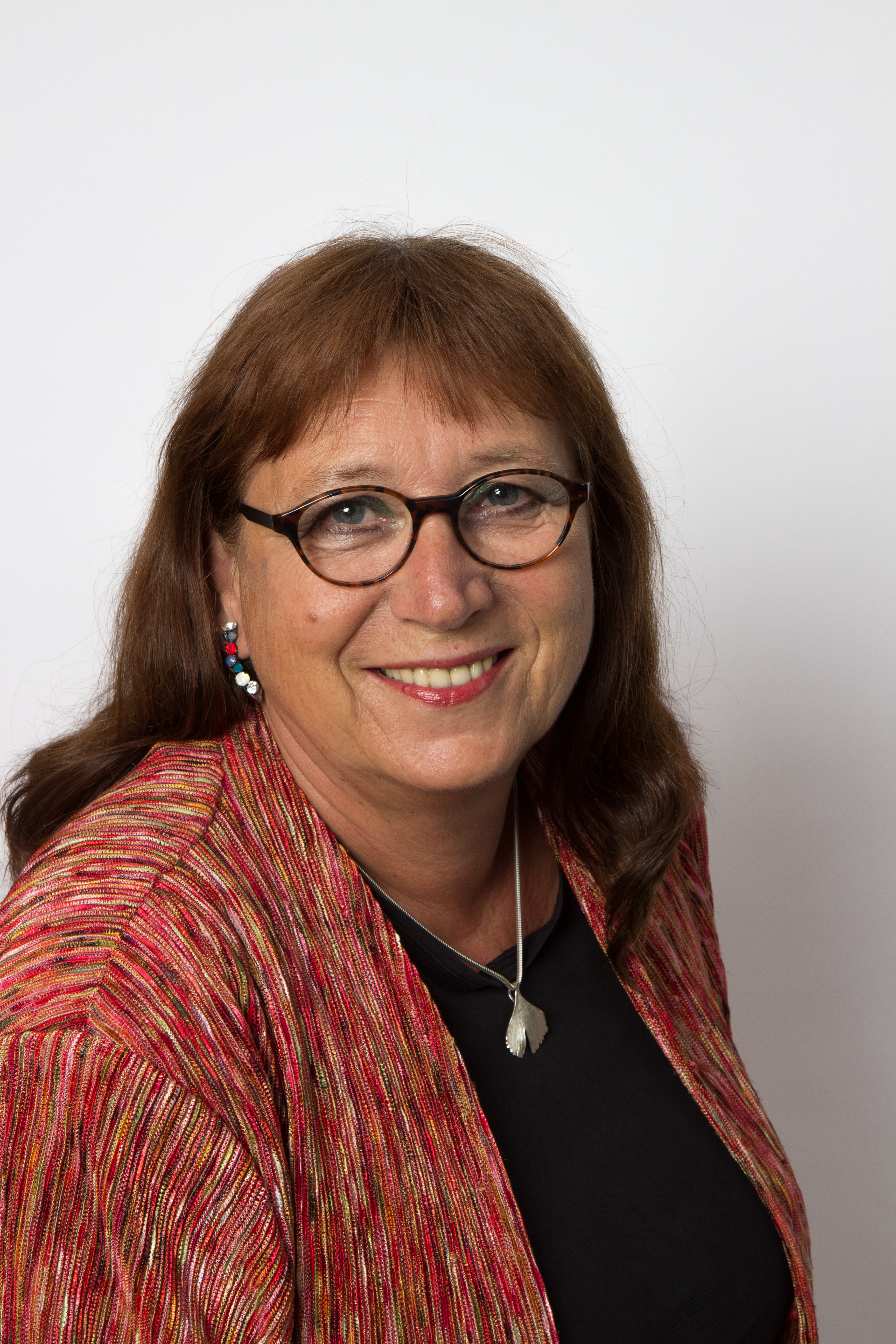
Doris Hoch, 2014

Doris Hoch (* 13. August 1954 in Bremerhaven) ist eine bremische Politikerin (Bündnis 90/Die Grünen) und war Abgeordnete der Bremischen Bürgerschaft.

## Biografie

### Ausbildung und Beruf
Nach ihrem Realschulabschluss besuchte Doris Hoch von 1970 bis 1971 die Vorschwesternschule. 1971 bis 1974 erfolgte ihre Ausbildung zur Krankenschwester. Anschließend war sie 1974 bis 1976 als Krankenschwester tätig. Zwischen 1976 und 1979 war sie stellvertretende Stationsschwester und ist seit 1979 in der Stationsleiterin der neurochirurgischen Abteilung des Zentralkrankenhauses Reinkenheide. 

### Politik
Hoch war von 1995 bis 1998 Vorstandsmitglied und von 1998 bis 1999 Vorstandssprecherin des Kreisverbands Bremerhaven von der Grünen. Seit 1999 ist sie im Bundesfrauenrat der Grünen und seit 2005 Mitglied im Präsidium des Frauenrates.
Von 1999 bis 2015 war sie 16 Jahre Mitglied der Bremischen Bürgerschaft (Landtag). Sie war gesundheitspolitische und frauenpolitische Sprecherin der Grünenfraktion. Seit 2011 ist sie auch Stadtverordnete in der Stadtverordnetenversammlung in Bremerhaven und dort seit März 2014 Fraktionsvorsitzende der Bündnisgrünen.

Sie war vertreten im
Ausschuss für Integration, Bundes- und Europaangelegenheiten, internationale Kontakte und Entwicklungszusammenarbeit,
Ausschuss für Wissenschaft, Medien, Datenschutz und Informationsfreiheit und im
Ausschuss für die Gleichstellung der Frau sowie in der
staatlichen Deputation für Kultur und der
staatlichen Deputation für Gesundheit.